# 短篇電影
短篇电影（英語：Short film）也叫电影短片，是北美电影工业在电影诞生的早期所诞生的一个片种。通常在北美将长度介于20到40分钟的电影称作短片，而在欧洲、拉丁美洲和澳洲则可以更短一些，比如新西兰将长度介于1到15分钟的电影称作短片。
在现今的电影界，并没有对一部短片的长度上限作出明确的规定。美国电影艺术与科学学院将其设定为40分钟，互联网电影数据库则设定为45分钟。